# Bois-d'Arcy, Yvelines
Bois-d'Arcy este o comună franceză din departamentul Yvelines, în regiunea Île-de-France, situată la 20 km la sud-vest de Paris.

## Geografie

### Localizare
Comuna Bois-d'Arcy se situează pe podișul care domină sudul câmpiei Versailles.